# Derek Vogel
Derek Vogel (* 10. Juni 1974 in Portland (Maine)) ist ein ehemaliger US-amerikanisch-deutscher Basketballspieler. Der 1,98 Meter messende Flügelspieler stand unter anderem bei den deutschen Bundesligisten Mitteldeutscher BC, Gießen, Bamberg und Trier unter Vertrag.

## Laufbahn
Vogel spielte in seinem Heimatland USA von 1989 bis 1992 Basketball an der Greely High School im Bundesstaat Maine und von 1992 bis 1996 am Westbrook College (später in die University of New England eingegliedert) im Hochschulsportverband NAIA. Zweimal wurde er als Spieler des Jahres der „Mayflower Conference“ ausgezeichnet. Mit 45 in einer Begegnung erzielten Punkten stellte Vogel eine Bestmarke seiner Hochschulmannschaft auf, 2008 wurde er in die „Sportler-Ruhmeshalle“ der University of New England und 2024 in jene des Bundesstaates Maine aufgenommen. Im Spieljahr 1995/96 hatte er für Westbrook einen Punkteschnitt von 28,8 pro Spiel erzielt und war damit bester Korbschütze der gesamten zweiten NAIA-Division. Im Laufe seiner vierjährigen Spielerzeit am College erzielte er insgesamt 3051 Punkte und stellte damit für den College-Basketballsport im Bundesstaat Maine einen Rekord auf.
Vogel schlug 1996 eine Karriere als Berufsbasketballspieler ein und absolvierte ein Probetraining beim NBA-Verein Minnesota Timberwolves, dann verstärkte er in seinem ersten Profijahr den englischen Klub Hemel Royals. Nach Stationen in den US-Ligen USBL und CBA wechselte Vogel zu Beginn des Jahres 2000 zum russischen Verein Autodorozhnik Saratow, für den er einige Monate lang spielte.
Zur Saison 2000/01 nahm er ein Angebot des deutschen Zweitligisten Nürnberg an und ging nach einem Jahr in Franken zum Mitteldeutschen BC (MBC) weiter, für den er in der Basketball-Bundesliga sowie im Europapokalwettbewerb NEBL zum Einsatz kam. In der Bundesliga trumpfte Vogel in 15 Einsätzen mit einem Punkteschnitt von 17,1 auf. 2002 wechselte er innerhalb der Bundesliga zu Avitos Gießen, verletzte sich jedoch in der Anfangsphase der Saison und fiel aus. Er bestritt letztlich nur zwei Bundesliga-Partien für die Mittelhessen.
Im Spieljahr 2003/04 stand Vogel zunächst bei Mabetex Prishtina im Kosovo unter Vertrag, im Oktober 2003 kehrte er nach Deutschland zurück und stieß zum Bundesligisten GHP Bamberg. Nach fünf Bundesliga-Einsätzen in Bamberg (Punkteschnitt: 6,6 je Begegnung) wechselte Vogel innerhalb der Saison zum Zweitligaverein TSV Breitengüßbach und trumpfte dort mit einem Punkteschnitt von 26,1 pro Partie auf. In der Saison 2004/05 stand Vogel wieder in Deutschlands erster Liga auf dem Feld und ging für den TBB Trier auf Körbejagd. Im Oktober 2004 erhielt er die deutsche Staatsbürgerschaft. Vogel bestritt 27 Bundesliga-Einsätze für Trier und erzielte je Begegnung 7,8 Punkte.
Im Spieljahr 2005/06 stand er kurzzeitig beim Schweizer Nationalligisten BC Boncourt unter Vertrag, ehe er in die Vereinigten Staaten zurückkehrte. In seinem Heimatland war er Mitgründer einer Internetseite, die US-Sportlern Kontakte zu Universitäten vermittelte. Später arbeitete er für ein medizinisches Vertriebsunternehmen und wurde danach in leitender Stellung für einen Personaldienstleister in der Medizinbranche tätig. 2024 wurde Vogel Vorstandsvorsitzender eines Personaldienstleisters im Bildungsbereich.